# ولکویل
ولکویل (به لاتین: Wallaceville) یک منطقهٔ مسکونی در نیوزیلند است که در Wellington Region واقع شده‌است. ولکویل ۲٬۱۵۷ نفر جمعیت دارد.